# Frost (Musiker)

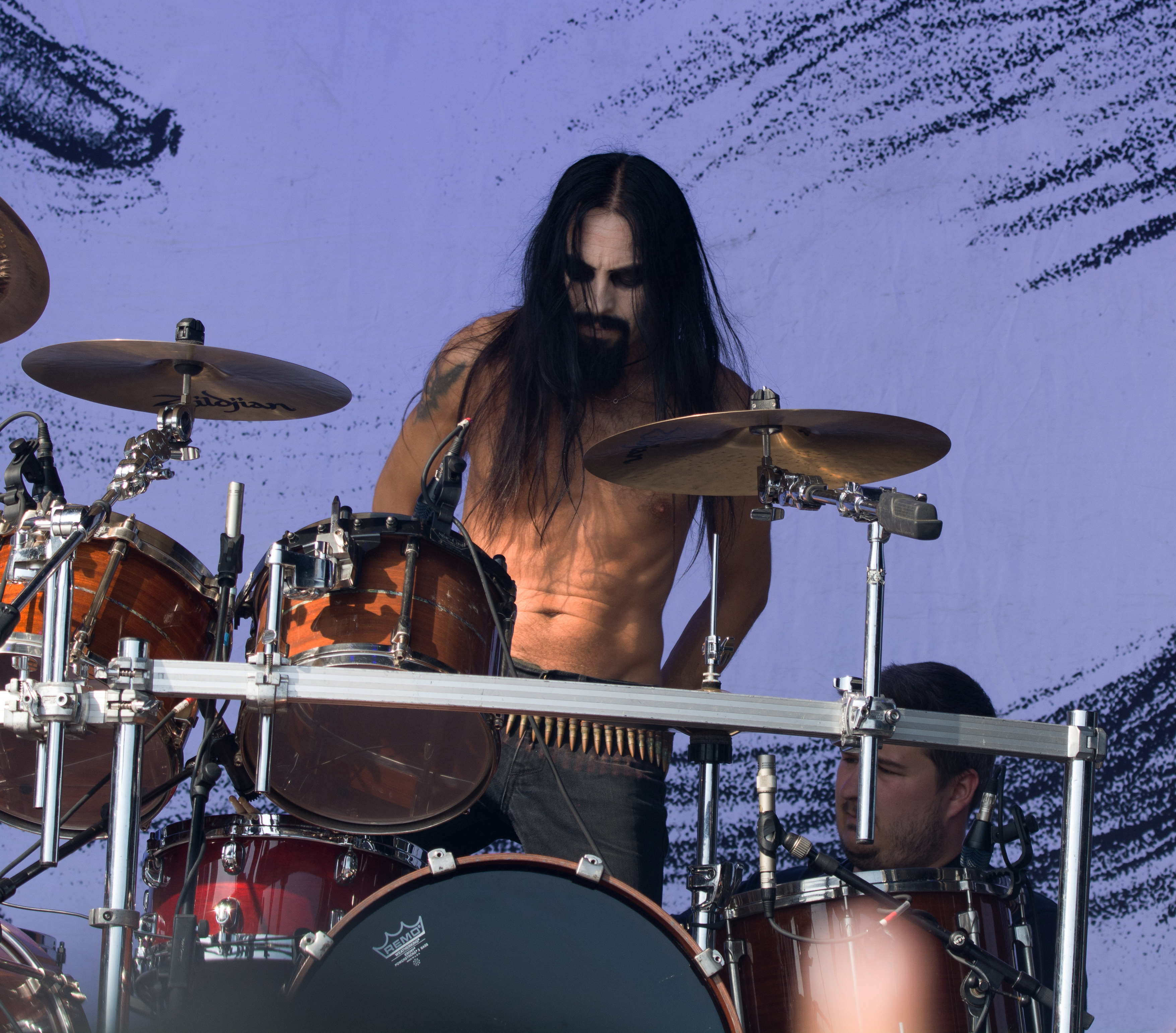
Frost, 2018

Kjetil-Vidar Haraldstad (Künstlername Frost; * 28. Juni 1973 in Øyer) ist ein norwegischer Schlagzeuger, der insbesondere als Mitglied der Bands Satyricon und 1349 bekannt ist.

## Leben
Aufgrund einer Empfehlung von Bård „Faust“ Eithun spielte Frost bei Satyricon vor, konnte damals aber kaum Schlagzeug spielen. Ursprünglich sollte Eithun selbst dort einsteigen, schloss sich aber Emperor an. Als Session-Schlagzeuger half Frost beim Demo The Forest Is My Throne mit und wurde später ein festes Mitglied. Seit 1994 ist er zusammen mit Sigurd „Satyr“ Wongraven einziges Mitglied der Band. Als der Mayhem-Schlagzeuger Jan Axel Blomberg im selben Jahr sein altes Schlagzeug verkaufte, übernahm Frost es; er hatte es auch für Satyricons Debütalbum Dark Medieval Times und bei Proben benutzt, außerdem hatte es auch anderen norwegischen Bands gedient.
Ab 1995 spielte Frost auch bei anderen Bands und Projekten wie Gorgoroth und Zyklon-B mit. 2000 trat er der Band 1349 als Schlagzeuger bei, die lange Zeit „schnöde als ‚Frosts andere Band‘“ angesehen wurde. Außerdem spielte er auch bei Gehenna und Keep of Kalessin sowie bei zwei Liedern auf dem Album UTD – Beneath the Odd-Edge Sounds to the Twilight Contract of the Black Fascist / The Wealth of the Penetration in the Abstract Paradigmas of Satan der Band Furze Schlagzeug.
Vor 2008 mussten seine beiden Bands auf Amerikatouren Ersatz besorgen, da er aufgrund einer nicht angegebenen Kneipenschlägerei, für die er eine fünfmonatige Freiheitsstrafe verbüßt hatte, vom Department of Homeland Security keine Visa bekam. 1349 ersetzte ihn durch Tony Laureano, Satyricon durch Joey Jordison und Trym Torson.

## Ausstattung
Frost verwendet Ausrüstung von Pearl und Sabian.

## Diskografie
mit Satyricon
- 1993: The Forest Is My Throne
- 1993: Dark Medieval Times
- 1994: The Shadowthrone
- 1996: Nemesis Divina
- 1996: Mother North (VHS)
- 1996: Born for Burning auf Crusade From the North (1998 wiederveröffentlicht auf In Conspiracy with Satan – A Tribute to Bathory)
- 1997: Megiddo (EP)
- 1998: Picture Disc Box (Box-Set)
- 1999: Intermezzo II (EP)
- 1999: Rebel Extravaganza
- 2001: I Got Erection auf Alpha Motherfuckers – A Tribute to Turbonegro
- 2001: Roadkill Extravaganza (VHS/DVD)
- 2002 Volcano
- 2002: Ten Horns – Ten Diadems (Best of/Compilation)
- 2006: Now, Diabolical
- 2006: K.I.N.G (Single)
- 2008: My Skin Is Cold (EP)
- 2008: The Age of Nero
- 2008: Black Crow on a Tombstone (Single)
- 2013: Satyricon

mit Zyklon-B
- siehe Zyklon-B#Diskografie

mit Gorgoroth
- 1996: Antichrist
- 1998: Destroyer - Or About How to Philosophize With the Hammer
- 2006: Ad Majorem Sathanas Gloriam

mit 1349
- 2000: 1349
- 2003: Liberation
- 2004: Beyond the Apocalypse
- 2005: Hellfire
- 2009: Revelations of the Black Flame
- 2010: Demonoir
- 2014: Massive Cauldron of Chaos

mit Keep of Kalessin
- 2003: Reclaim

mit Gehenna
2005: WW
mit Furze
2007: UTD – Beneath the Odd-Edge Sounds to the Twilight Contract of the Black Fascist / The Wealth of the Penetration in the Abstract Paradigmas of Satan
mit Ov Hell
- 2010: The Underworld Regime